# Dermestes coronatus
Dermestes coronatus là một loài bọ cánh cứng trong họ Dermestidae. Loài này được Steven in Schönherr miêu tả khoa học năm 1808.